# ازدواج مدخل البطين الأيسر

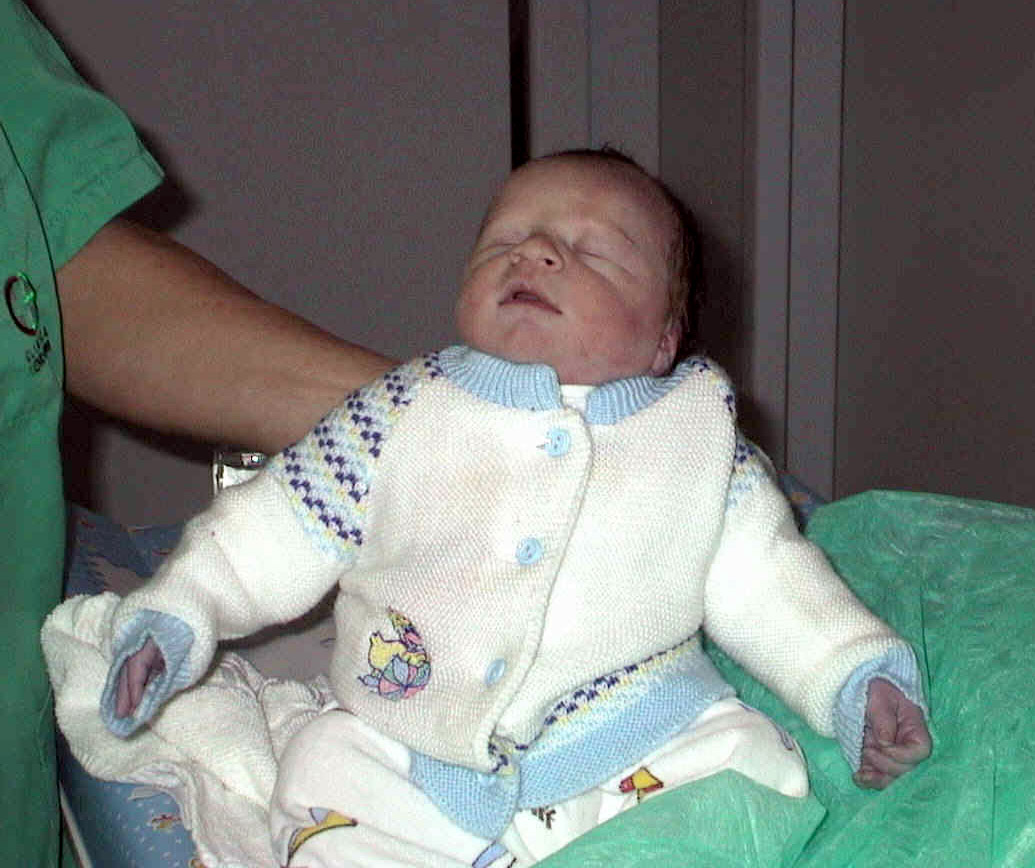
Cyanotic neonate

المدخل المزدوج للبطين الأيسر (DILV) أو "البطين الفردي"، هو عيب خلقي في القلب يظهر في خمسة من 100٬000 حديثي الولادة، عندما يقوم كلٌ من الأذين الأيسر والأذين الأيمن بتغذية البطين الأيسر. وقد يكون البطين الأيمن ناقص التنسج أو قد لا يكون موجودًا من الأساس.

## التأثيرات
يتصل كلٌ من الأذينين بالبطينين عن طريق صمام فردي أذيني بطيني. وتوجد تحويلة كبيرة بين اليسار واليمين مع تطور سريع في ارتفاع ضغط الدم الرئوي. بدون تدخلات لحفظ الحياة، يكون الموضوع خطيرًا، أما إذا حدث تدخل، فمن الممكن أن ينجو الطفل المولود حديثًا. حتى وإن لم يكن هناك مرض جنيني، من الممكن أن يتم التشخيص في الرحم عن طريق السونار القلبي للجنين.
لا يمكن إطعام الأطفال المولودين بذلك العيب بشكلٍ طبيعي (ضيق تنفس) ويصعب اكتساب للوزن عندهم. كما أن الدم المختلط في الدورة النظامية يؤدي إلى نقص التأكسج (نقص الأكسجين الواصل للجسم والأعضاء)، لذا يميل لون الرضع للزرقة ويعانون من ضيق تنفس في وقتٍ مبكر. وتكون نسب الوفاة عالية جدًا في العامين الأولين، تصل إلى 85%، ولكن بعد تلك الفترة تقل تلك النسبة لتصبح فقط حوالي 9% ما بين عامين و15 عامًا. وقد يصل القليل منهم إلى منتصف العمر.
يجب أن يتم التشخيص في خلال عدة أيامٍ أو عدة ساعات حتى يتم تجنب الوفاة.

## العلاج
في الأيام القليلة الأولى، إذا لم يكن هناك ضيق في الصمام الرئوي، يكون ربط الصمام الرئوي أمرًا ضروريًا لتجنب ارتفاع ضغط الدم الرئوي ويجب أن تظل القناة مفتوحة لتسمح بجريان الدم باستخدام علاج يحتوي على البروستاجلاندين (prostaglandin). وفي نفس الوقت، لو لزم الأمر، يجب توسيع الوصلات الحاجزة بين الأذينين والبطينين.
وإن أمكن، فسيتم إجراء عملية جلين (Glenn procedure).
وبعد ذلك، فإن الخيار الجراحي يتضمن إجراء عملية داموس-كاي-ستانسل (Damus-Kaye-Stansel Procedure)، وعملية فونتان (Fontan procedure)، وعملية نوروود (Norwood procedure). والهدف من كل ما سبق هو فصل الشريان الرئوي عن الدورة الدموية النظامية.
غالبًا، يكون المدخل المزدوج للبطين الأيسر مصحوبًا بتشوهات قلبية أخرى.

## وصلات خارجية
- Double inlet left ventricle information for parents.